# Волатильність
Волати́льність (мінливість, англ. volatility) — у загальній статистиці показник, який характеризує коливання часових рядів. У фінансовій статистиці — це показник, який характеризує тенденції зміни ринкових цін і доходів впродовж певного часу. Є одним з найважливіших фінансових показників в управлінні фінансовими ризиками, де становить собою міру ризику використання фінансового інструмента за заданий проміжок часу. Найчастіше вираховується середня волатильність. Виражається волатильність в абсолютному (100$±$5) або у відносному від початкової вартості (100%±5 %) значенні.
Розрізняють два види волатильності:
- Історична волатильність — це величина, рівна стандартному відхиленню вартості фінансового інструмента за заданий проміжок часу, розрахованому на основі історичних даних про його вартість.
- Очікувана волатильність — волатильність, яку вираховують на основі поточної вартості фінансового інструмента із припущенням, що ринкова вартість фінансового інструмента відбиває очікуваний ризик.

## Розрахунок історичної волатильності
Середньорічна волатильність {\displaystyle \sigma } пропорційна стандартному відхиленню {\displaystyle \sigma _{SD}} вартості фінансового інструмента і обернена пропорційна квадратному кореню періоду часу:
{\displaystyle \sigma ={\sigma _{SD} \over {\sqrt {P}}}} ,
де {\displaystyle \sigma } — стандартне відхилення вартості фінансового інструмента;
{\displaystyle P} — період часу в роках.
Волатильність {\displaystyle \sigma _{T}} за інтервал часу {\displaystyle T} (виражений у роках) розраховується на основі середньорічної волатильності так:
{\displaystyle \sigma _{T}=\sigma {\sqrt {T}}} .
Наприклад, якщо стандартне відхилення вартості фінансового інструмента протягом дня становить 0,01, а в році налічується 252 торгові дні (тобто період часу — 1 день = 1/252 року), то середньорічна волатильність буде дорівнювати:
{\displaystyle \sigma ={0.01 \over {\sqrt {1/252}}}=0.1587} .
Волатильність за місяць (тобто за {\displaystyle T=1/12} року) дорівнюватиме:
{\displaystyle \sigma _{month}=0.1587{\sqrt {1/12}}=0.0458}.